# Zaklukál Iván
Zaklukál Iván (Kesztölc (Esztergom megye), 1807. május 23. – Szemere, 1871. július 7.) katolikus plébános.

## Élete
Tanulmányait Nagyszombatban végezte. Fölszenteltetett 1830. június 13-án. Káplán volt Komáromban, 1831-ben Bozókon, majd visegrádi, 1838-ban únyi, 1835-ben nagyláposi, 1838-ban szemerei adminisztrátor. 1852-ben ez utóbbi helyen plébános lett, itt haláláig működött.
Számos politikai és társadalmi cikket írt.

## Munkája
- Nagyböjti szent-beszédek... 1833., 1837. Két kötet.